# Cotoneaster virgatus
Cotoneaster virgatus är en rosväxtart som beskrevs av Gerhard Klotz. Cotoneaster virgatus ingår i släktet oxbär, och familjen rosväxter. Inga underarter finns listade i Catalogue of Life.